# Здравоохранение Витебска
Система здравоохранения в Витебске состоит из сети амбулаторно-поликлинических и стационарных лечебно-профилактических учреждений:
- 8 взрослых поликлиник,
- 6 детских поликлиник,
- 2 стоматологических поликлиник,
- 5 женских консультаций,
- Витебский областной диагностический центр,
- Витебская областная клиническая больница (УЗ ВОКБ),
- Витебская городская клиническая больница № 1,
- Витебская городская клиническая больница скорой медицинской помощи,
- Витебская городская станция скорой и неотложной медицинской помощи,
- Витебский областной клинический кардиологический центр,
- Витебская областная инфекционная клиническая больница,
- Витебский областной клинический центр пульмонологии и фтизиатрии,
- Витебский областной клинический центр дерматовенерологии и косметологии,
- Витебский областной детский клинический центр,
- Витебский областной клинический центр психиатрии и наркологии,
- Витебский областной клинический онкологический диспансер,
- Витебский областной эндокринологический диспансер,
- Витебский областной диспансер спортивной медицины,
- Витебский областной клинический родильный дом,
- Витебский областной клинический специализированный центр,
- Витебские городской клинический роддом № 2,
- Витебский городской специализированный Дом ребенка,[1]
- Витебская областная станция переливания крови (ВОСПК).[2]

Действует Витебский областной центр медицинской реабилитации воинов-интернационалистов и Витебский областной и зональный центры гигиены и эпидемиологии .
Медицинские учреждения города, помимо специализированной медицинской помощи, осуществляют санитарное просвещение и пропаганду здорового образа жизни, заготовку донорской крови, медэкспертизу, санитарный надзор за эпидемиологической ситуацией и соблюдением санитарных норм на производстве.

## История
В 1865 г. в Витебске была одна больница на 170 коек и одна богадельня. За год (в среднем) в больнице лечилось 829 человек. В 1897 г. в городе было две больницы на 145 мест (при численности населения города 66 тыс. человек). После Октябрьской революции введено в деятельность советская система здравоохранения, медицинская помощь населению стала бесплатной. Значительно увеличилось число медицинских учреждений, в 1917 г. открыта инфекционная больница, с 1918 г. - железнодорожная больница. В январе 1921 г. в городе было 9 больниц на 1051 места, 15 амбулаторий, в том числе детская; 14 учреждений охраны материнства и детства, в том числе Дом младенца на 35 мест, 2 Дома ребенка на 60 мест, детский лазарет на 25 мест, ясли на фабрике "Двина", Дом матери и ребенка на 50 мест и т.д.; 11 зубоврачебных амбулаторий. В 1921 г. открыта трехлетняя акушерская школа и фармацевтические курсы, Дом санитарного просвещения; в 1923 г. первая городская больница на базе общества сестер милосердия: в 1935 г. - областная больница. В 1934 г. открыта больница-медицинский институт (с 1938 г. - медицинский институт). В 1940 г. в городе было 11 больниц на 1747 коек, 9 женских и детских консультаций и поликлиник, работало 336 врачей и 590 человек среднего медицинского персонала. Дети младшего возраста располагались в 86 детских дошкольных учреждениях на 6120 мест.
В годы Великой Отечественной войны сеть медицинских учреждений города и области была полностью разрушена.
В 1945 г. в приспособленных помещениях открыты: в Первомайском районе больница на 150 мест, из них 45 - терапевтического, 45 - хирургического и 25 - родильного отделений: в Железнодорожном районе больница на 150 мест, инфекционная больница, женская консультация и поликлиника. В 1947 г. восстановлено 1-я городская больница имени Калинина, в 1955 г. - областная больница. Строятся новые лечебно-профилактические учреждения; инфекционная больница, родильный дом № 1, городская детская больница, поликлиника имени В.И. Ленина. Восстановление работы медицинского института, открытие в 1959 г. фармацевтического факультета, а в 1961 г. - медицинское училище, способствовало улучшению обеспечения населения врачами и средним медицинским персоналом. В 1973 г. открыта больница психиатрическая, в 1974 г. - больница детская областная.